# Бурбон (округ, Канзас)
Бу́рбон (англ. Bourbon County) — округ расположен в юго-восточном Канзасе, в центральной части Соединённых Штатов. По данным переписи 2010 года, население округа было 15 173. Самый густонаселенный город Форт-Скотт.
После поправки к Конституции Канзаса в 1986 году, в округе сохранён запрет на алкоголь (т. н. «сухой закон»). В 1992 году, после одобрения избирателями продажи алкогольных напитков, разрешена реализация через розничную сеть  отдельных напитков.
В округе произрастает один из видов ванили (бурбонская ваниль).

## География
По данным Бюро переписи США, общая площадь округа равняется 1 654,545 км2, из которых 1 650,065 км2 суша и 4,481 км2 или 0,270 % это водоёмы.

## Население
По данным переписи населения 2000 года в округе проживает 15 379 жителей в составе 6 161 домашних хозяйств и 4 127 семей. Плотность населения составляет 9,00 человек на км2. На территории округа насчитывается 7 135 жилых строений, при плотности застройки около 4-х строений на км2. Расовый состав населения: белые — 94,06 %, афроамериканцы — 3,08 %, коренные американцы (индейцы) — 0,84 %, азиаты — 0,36 %, гавайцы — 0,05 %, представители других рас — 0,28 %, представители двух или более рас — 1,33 %. Испаноязычные составляли 1,29 % населения независимо от расы.
В составе 30,50 % из общего числа домашних хозяйств проживают дети в возрасте до 18 лет, 54,50 % домашних хозяйств представляют собой супружеские пары проживающие вместе, 9,20 % домашних хозяйств представляют собой одиноких женщин без супруга, 33,00 % домашних хозяйств не имеют отношения к семьям, 29,00 % домашних хозяйств состоят из одного человека, 14,90 % домашних хозяйств состоят из престарелых (65 лет и старше), проживающих в одиночестве. Средний размер домашнего хозяйства составляет 2,44 человека, и средний размер семьи 3,01 человека.
Возрастной состав округа: 25,80 % моложе 18 лет, 9,50 % от 18 до 24, 24,20 % от 25 до 44, 22,30 % от 45 до 64 и 22,30 % от 65 и старше. Средний возраст жителя округа 38 лет. На каждые 100 женщин приходится 93,00 мужчин. На каждые 100 женщин старше 18 лет приходится 88,50 мужчин.
Средний доход на домохозяйство в округе составлял 31 199 USD, на семью — 39 239 USD. Среднестатистический заработок мужчины был 27 043 USD против 20 983 USD для женщины. Доход на душу населения составлял 16 393 USD. Около 9,50 % семей и 13,50 % общего населения находились ниже черты бедности, в том числе — 18,00 % молодежи (тех, кому ещё не исполнилось 18 лет) и 13,40 % тех, кому было уже больше 65 лет.